# Elysium (sitio web)
Elysium era un sitio web en la darknet (servicio oculto) en el que se distribuía pornografía infantil en forma de material de imagen y video y que ofrecía charlas y un foro. El nombre se refiere a Elysion, paraíso en la mitología griega. El sitio ha estado funcionando a nivel internacional, tenía 111.000 cuentas de usuario y era uno de los más grandes del mundo en su tipo. En junio de 2017, las autoridades investigadoras alemanas la cerraron.

## Investigaciones
A principios de 2017, la policía australiana se hizo cargo de la cuenta del moderador del sitio web The Giftbox Exchange en Darknet y se encontró con un alemán que ya estaba planeando Elysium. La Oficina Central de Lucha contra los Delitos en Internet (ZIT) de Gießen, una unidad especial de la Fiscalía General del Departamento de Fráncfort del Meno, se hizo cargo de la investigación. En junio de 2017, las autoridades cerraron el sitio Elysium. Hasta el momento, se han identificado 14 sospechosos y 29 víctimas y se han encontrado imágenes que apuntaban a los perpetradores en Alemania. Una dificultad para las autoridades fue que no había una comparación automática con la base de datos de pornografía infantil de la organización de protección infantil NCMEC en Alemania, ya que esto estaba prohibido por el secreto postal alemán.

## Juicio y veredicto
En mayo de 2018, la oficina del fiscal público en Fráncfort del Meno presentó cargos contra los operadores. En agosto de 2018 comenzó en Limburg an der Lahn, en lugar del juicio de las cuatro partes principales involucradas, los hombres en Alemania que están bajo custodia fueron. A partir de entonces se asumió que los involucrados en Alemania jugaron un papel importante para la plataforma. En octubre de 2018, los abogados rechazaron una solicitud de prohibición del uso de pruebas.
Los autores deben ser condenados a varios años de prisión y una reducción de las penas porque han demostrado su cooperación con las autoridades. Para el administrador del sitio web, se debe colocar la prisión preventiva. El 7 de marzo de 2019 se anunció la sentencia. Aunque la defensa pidió sentencias más leves y en ocasiones, absoluciones, las sentencias para los cuatro autores eran de entre tres años y diez meses y de nueve años y nueve meses. Se aprobó la prisión preventiva. 

## Perpetradores y declaraciones
Los cuatro participantes principales fueron:
- Frank M. (41 años) de Bad Camberg (Hessen) operaba los servidores en un taller de automóviles y era administrador.
- Joachim P. (59 años) del área de Stuttgart (Baden-Württemberg) fue el administrador y programador principal.
- Uwe-Michael G. (63 años) de Landsberg am Lech (Baviera) fue el administrador.
- Bernd M. (57 años) de Tübingen (Baden-Württemberg) fue el moderador.

Solo Frank M de 41 años, admitió tendencias pedófilas. Afirmó que era un pirata informático secreto en la lucha contra los sitios web de pornografía infantil, pero que llamaba la atención por su falta de conocimientos de TI y su comportamiento como agresor. Otro afirmó que solo estaba interesado en la tecnología detrás de la plataforma, pero no en la pornografía infantil en sí.  Frank M. conversó varias veces con el perpetrador Christian L., quien fue identificado en el caso de abuso de Staufen para prevenir que sucedan cosas peores.

## Víctimas
Hasta julio de 2017 al menos habían sido identificadas 29 víctimas, 13 procedían de Austria. Algunas de las víctimas eran menores de 4 años y fueron abusadas por los propios usuarios de la plataforma el material ofrecido de niños masculinos y niñas de 4 hasta 12 años de edad. La oferta varió desde fotografías de desnudos, grabaciones de cámaras, grabaciones de softcore y hardcore hasta fetiches y violencia.

## Consecuencias y secuelas
La ministra de Justicia de Hesse, Eva Kühne-Hörmann (CDU), dijo que Alemania es un gran mercado de pornografía infantil en Internet. El ministro declaró que la pornografía infantil generada por computadora podría usarse para investigación en el futuro. Mientras tanto, aumenta el número de víctimas que están de acuerdo en que su material en circulación pueda utilizarse para investigaciones. El debate sobre la retención de datos también fue relanzado por los proveedores de Internet que supuestamente almacenan los datos de los usuarios hasta por 10 semanas. Sin embargo, esto también ha provocado muchas críticas en el pasado y viola la legislación europea.